# Nieuwsweekend
Nieuwsweekend is een wekelijks radioprogramma van Omroep MAX op de Nederlandse radiozender NPO Radio 1. Het wordt uitgezonden op de zaterdagochtend tussen 8.30 en 11.00 uur.
Het is een voortzetting van de Nieuwsshow van de TROS, later AVROTROS, dat bestond van 1983 tot en met 2017.

## Presentatie
Het programma werd sinds het ontstaan gepresenteerd door Peter de Bie en Mieke van der Weij. Bij afwezigheid van een van hen zijn er vaste invalpresentatoren, onder wie Charles Groenhuijsen, Bram Vermeulen, Jurgen van den Berg, Dieuwertje Blok (de echtgenote van De Bie) en Ghislaine Plag.
In het najaar van 2022 was De Bie langere tijd afwezig om gezondheidsredenen. Het ging om een stafylokokken-infectie. Op 17 december 2022 nam hij definitief afscheid.
In de uitzending van 25 februari 2023 werd Pieter van der Wielen aangekondigd als zijn opvolger. Hij was eerder al regelmatig ingevallen.

## Indeling
Het programma heeft een vaste indeling, bestaande uit tien korte items van ongeveer een kwartier. In het eerste half uur worden vaak actuele onderwerpen besproken.
Het tweede uur begint met Kees Boonman, die de actuele politiek in Den Haag en Europa bespreekt. Daarna volgen vaak drie achtergrondonderwerpen met een link naar de actualiteit. In het derde uur zijn meestal drie items te horen waarover een boek verschenen is, alsmede het boekenpanel, (gepresenteerd door afwisselende literatuurcritici, in 2022 Jeroen Vullings, Lidewijde Paris en Onno Blom). 

## Ontstaan
In 2017 bleek dat bij AVROTROS werd nagedacht over nieuwe presentatoren voor de Nieuwsshow. De Bie en Van der Weij, die dat programma presenteerden en niet van een afscheid wilden weten, klopten aan bij Omroep MAX om het programma daar voort te zetten op hetzelfde tijdslot. MAX ging op het voorstel in, hetgeen gesteund werd door de NPO.
In november 2017 werd bekendgemaakt dat het verzoek van MAX in de 'definitieve radiozendtijdindeling' voor 2018 door de NPO werd gehonoreerd en dat het programma niet meer door AVROTROS zou worden uitgezonden. De titel werd veranderd in Nieuwsweekend, maar de opzet van het programma bleef vrijwel gelijk.